# Argonautensage

Argonauten an Bord der Argo, Ritzzeichnung um 400 v. Chr. an der Wandung der Ficoronischen Ciste (Umzeichnung)

Die Argonautensage ist ein Themenkomplex der griechischen Mythologie und handelt von der Fahrt des Iason und seiner Begleiter nach Kolchis im Kaukasus, der Suche nach dem Goldenen Vlies und dessen Raub. Die Reisegefährten werden nach ihrem sagenhaft schnellen Schiff, der Argo, die Argonauten genannt. Bereits Homer nimmt Bezug auf den Argonautenmythos: In der Odyssee erzählt Kirke dem Odysseus, dass die Argo mit Heras Hilfe erfolgreich durch die Plankten – zwei im Meer treibende überhängende „Irrfelsen“, gegen die eine starke Strömung brandet – gesegelt sei. Die Verwendung des Epithetons πᾶσι μέλουσα („allbekannt“, „viel besungen“) für die Argo zeigt, dass der Mythos bereits bei Abfassung der Odyssee weit verbreitet war. Umfassendere und geschlossene Behandlungen des Stoffes werden Argonautika genannt. Die älteste in sich geschlossene Darstellung des Stoffes sind die vier Bücher der Argonautika des Apollonios von Rhodos aus dem 3. Jahrhundert v. Chr.

## Inhalt

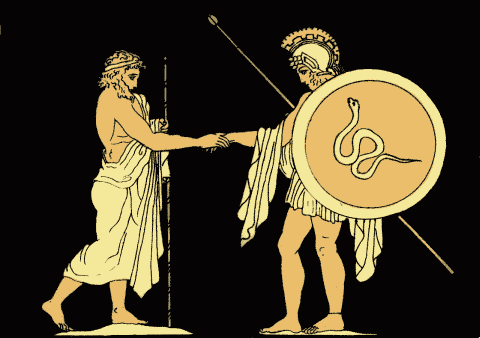
Pelias schickt Iason nach dem Vlies

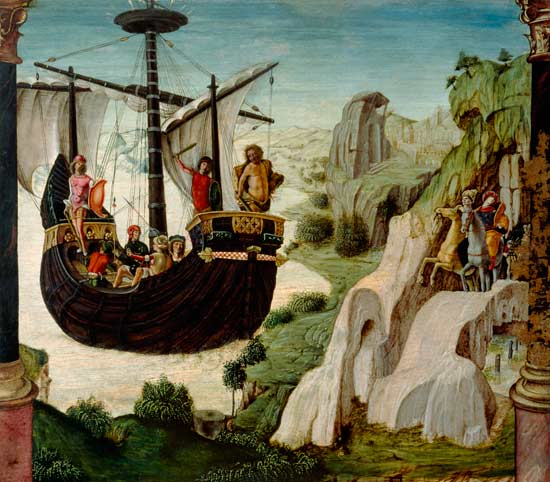
Argonautenschiff (Lorenzo Costa der Ältere, 16. Jahrhundert)

Ihren Ausgangspunkt hat die Argonautensage im Machtkampf um das Königreich Thessalien in Griechenland.
Pelias, der König, der sich die Macht in Thessalien von seinem Bruder Aison gesichert hatte, erhält einen Orakelspruch. Er solle sich vor einem Einschuhigen aus der griechischen Stadt Iolkos hüten.
Göttermutter Hera (ihm als alte Frau erschienen) bittet Pelias’ Neffen Iason, ihr bei der Überquerung eines Baches zu helfen, wobei dieser einen Schuh verliert. Als Iason, der Sohn des Aison, vor seinen Onkel tritt, erkennt dieser sofort, wen er vor sich hat, und greift zu einer List. Er verspricht seinem Neffen den Thron, wenn dieser das Goldene Vlies, das sehr wertvolle Fell eines Widders, vom Ende der Welt in die Heimat zurückhole. Pelias denkt, dass dies eine Reise ohne Wiederkehr ist.
Das Goldene Vlies des Widders Chrysomallos, auf dessen Rücken die Zwillinge Phrixos und Helle vor ihrer Stiefmutter Ino geflohen waren, befindet sich im Hain des Ares in Kolchis. Um dorthin zu gelangen, lässt Iason von Argos die mit 50 Rudern bestückte Argo bauen.
Iason fordert die berühmtesten Helden Griechenlands zur Teilnahme an dem Unternehmen auf. Von diesen, welche sehr unterschiedlich und in sehr uneinheitlicher Zahl genannt werden, sind die bekanntesten: Admetos, Amphiaraos, Amphion, Ankaios, Argos (der Erbauer des Schiffs), Herakles, Idas, Idmon, Kalais, Kastor, Kepheus, Laertes, Lynkeus, Meleagros, Mopsos, Nestor, Oileus, Orpheus, Peleus, Philammon, Polydeukes (Pollux), Polyphemos, Telamon, Theseus, Tiphys, Tydeus, Zetes.
Iolkos ist der Sammelplatz, an dem sich alle einfinden. Bald hat das Schiff den Hafen hinter sich; Orpheus belebt den Mut mit Harfenspiel und Gesang. Zuerst stieg man am Pelion aus und besucht Cheiron, der Iason einst aufgezogen hatte, dann geht die Fahrt um die Chalkidike nach Samothrake. Von hier wird das Schiff an die illyrische Küste verschlagen und von da nach der Insel Lemnos, auf der die Frauen alle Männer (ausgenommen den Vater der Königin Hypsipyle) wegen Untreue ermordet hatten. Sie gewähren den Fremden gastliche Aufnahme, und diese genießen das Leben mit den Frauen, bis Herakles, der mit einigen Kameraden auf dem Schiff zurückgeblieben war, die Säumigen zur Weiterfahrt mahnt. Sie segeln an die phrygische Küste nach Kyzikos, wo die sechsarmigen Gegeneis und die friedlichen Dolionen nebeneinander wohnen. Letztere nehmen die Argonauten gastlich auf und erklären ihnen den weiteren Weg.
Nach mühevoller Fahrt landen die Argonauten endlich zwischen der Propontis und dem Schwarzen Meer bei der Stadt Kios (später zeitweise Prusias ad Mare), wo sie von den Mysiern freundlich empfangen werden. Bei der Abfahrt vergessen sie Herakles, der seinen beim Wasserholen von einer Nymphe entführten Freund Hylas suchen gegangen war, ebenso den Polyphemos, und segeln allein weiter.
Kurz darauf landen die Argonauten morgens im Bebrykenland (Bithynien). Der König Amykos hatte allen Fremden auferlegt, sich mit ihm im Faustkampf zu messen. Verächtlich fordert er die Argonauten heraus, worauf Polydeukes ihn im Kampf tötet.

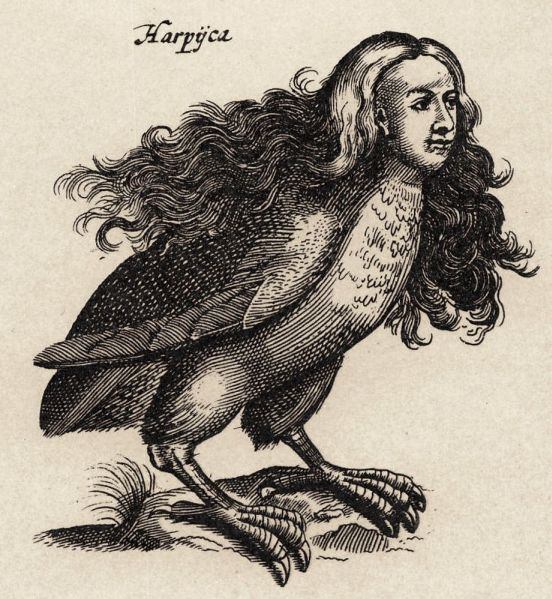
Harpyie

Weiterfahrend, werden die Argonauten an die thrakische Küste nach Salmydessos verschlagen, wo Phineus seit langem von den Harpyien gequält wird, indem sie seine Speise rauben oder sich darauf entleeren. Den abgemagerten Greis retten Zetes und Kalais. Als Dank erzählt Phineus den Argonauten, wie sie durch die am Eingang zum Schwarzen Meer stehenden Symplegaden – die Kyaneischen Felsen, die alles Passierende, ob Schiff oder Vogel, zerquetschen – gelangen können. Zuerst werden die Argonauten durch vierzigtägige Nordwestwinde aufgehalten, bis Opfer und Gebet helfen. Auf der Fahrt durchs Schwarze Meer kommen sie zu den Mariandynern, deren König Lykos sie als die Besieger seines Feindes Amykos freundlich aufnimmt. Später kommen sie zum Land der Chalyber, dann noch zu mancherlei Völkern und zur Insel Tia, der Aresinsel, wo die stymphalischen Vögel hausen, die ihre ehernen Federn als Pfeile abschießen. Danach sehen die Argonauten die Spitzen des Kaukasus emporragen und vernehmen des Prometheus’ Stöhnen und den Flügelschlag des Adlers, der in dessen Leber wühlt.
Nun gelangen sie ans Ziel, an den Fluss Phasis, in den sie das Schiff rudern. Links erblickt man den Kaukasus und die Hauptstadt Kyta, rechts, als Schauplatz der Dinge, die da kommen sollen, Feld und Hain des Ares.
Am anderen Morgen begibt sich Iason mit Telamon und den Söhnen des Phrixos zum König Aietes, um das Goldene Vlies zu fordern. Aietes verspricht, es auszuliefern, wenn Iason mit den feuerschnaubenden, erzfüßigen Stieren, die ihm Hephaistos geschenkt hatte, die Aresflur pflüge und Drachenzähne säe. Iason bewältigt dieses Unterfangen mit Hilfe Medeas, der Tochter des Königs, die sich in ihn verliebt hat. So sind die Bedingungen zwar erfüllt, aber Aietes verweigert das Fell und denkt darüber nach, über Nacht die Argonauten zu erschlagen. Medea verrät den Plan ihres Vaters und hilft Iason, das Vlies zu stehlen, unter der Bedingung, dass er sie zur Frau nimmt.
Über die Heimfahrt der Argonauten weichen die Sagen sehr voneinander ab. Die einen lassen sie auf demselben Weg, den sie gekommen, andere durch den Phasis in den Okeanos (Meer), um Asien herum, durch den Nil und teils zu Lande, wo sie das Schiff tragen, teils zu Wasser über Libyen (Afrika) durch den See Triton in das Mittelländische Meer gelangen. Apollonios („Argonautika“) zufolge wollen die Argonauten nach Phineus’ Rat nicht auf demselben Weg zurückkehren, sondern durch den Pontus Euxinus (Schwarzes Meer) in den Ister (Donau) fahren; die Kolchier folgen ihnen aber und schneiden ihnen den Ausweg ab (siehe auch Absyrtos).
Darauf gelangen die Argonauten aus dem Ister in den Adriatischen Meerbusen und zu einer Insel an der Mündung des Eridanos, fahren weiter zum Lande der Hylleer in Illyrien, an Korkyra, Melite und Kalypsos’ Insel vorbei. Nach weiteren Irrfahrten hat Hera ein Einsehen und begünstigt die weitere Fahrt. Orpheus’ Gegengesang bringt die Argonauten glücklich an den Sirenen vorbei, Thetis und die Nereiden helfen ihnen durch Skylla und Charybdis (Meerenge von Messina), und so kommen sie fröhlich zu dem glücklichen Volk der Phäaken, dessen König Alkinoos sie gastlich aufnimmt. Letzterer, von den einholenden Kolchern, welche die Auslieferung Medeas forderten, wie von den verfolgten Argonauten als Schiedsrichter anerkannt, will nun die Jungfrau den Kolchern zusprechen. Seine Gattin Arete aber weiß Iasons und Medeas eheliche Verbindung zu bewirken, und die Kolcher müssen verzichten.

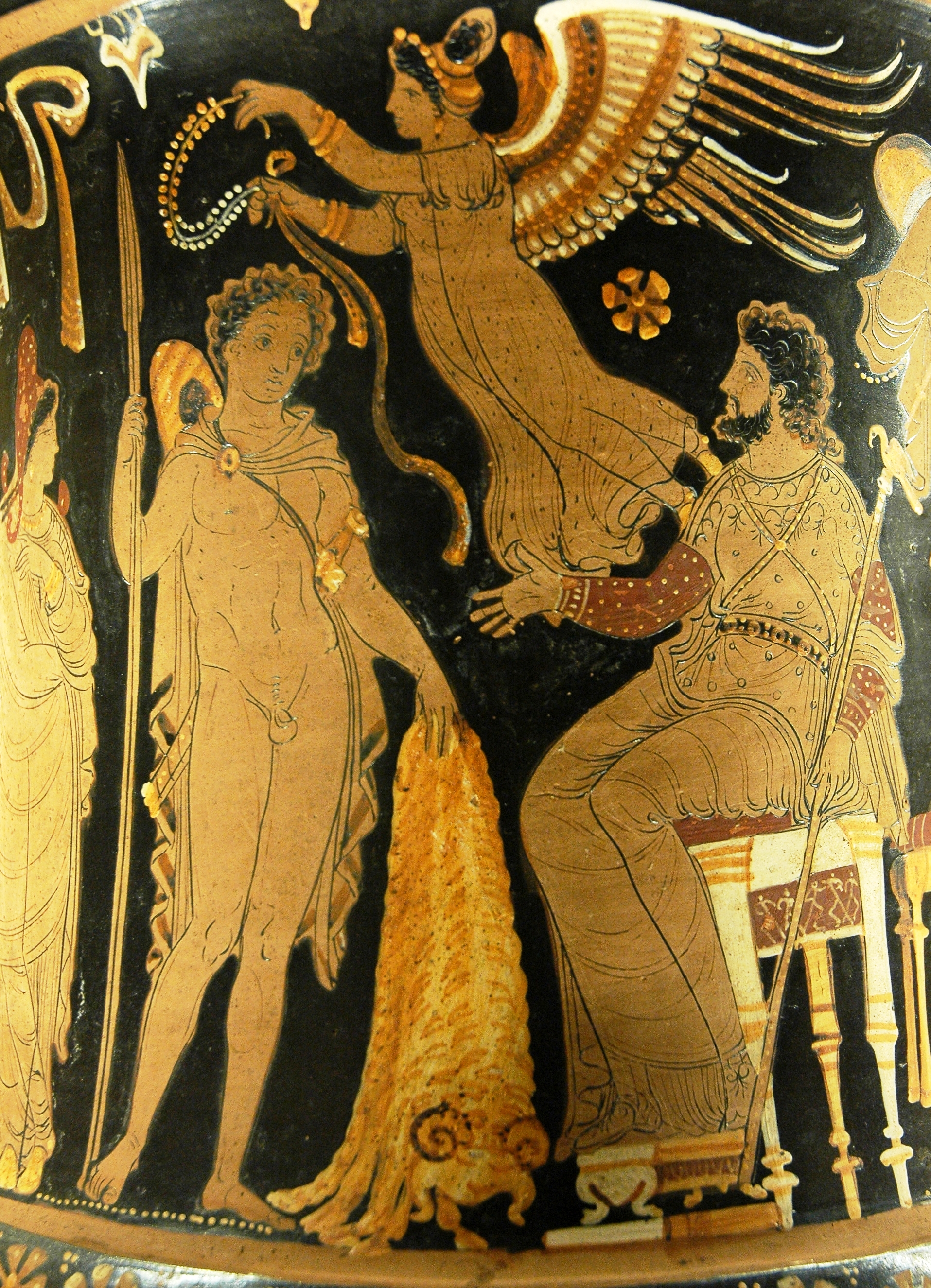
Iason überreicht Pelias das Vlies.

Die Argonauten irren noch eine Weile zu Land und zu Wasser durch die Gegend, bis sie endlich auf der Insel Ägina landen und in die Heimat zurückkehren. Nach Ovid lebte Aison noch bei Iasons Rückkehr und wird von Medea verjüngt. Iasons Mutter hatte den Pelias verflucht und sich getötet; ihren Sohn Promachos hatte Pelias ermordet. Nun kommt Iason und überreicht das Goldene Vlies. Pelias allerdings verweigert Iason den Thron, den er ihm im Gegenzug für das goldene Vlies versprochen hatte.
Nachdem er die Argo Poseidon geweiht hat, fordert Iason Medea auf, ihm bei der Rache an Pelias zu helfen. Sie redet seinen Töchtern ein, dass sie Pelias verjüngen könnte, wenn sie ihn zerstückeln und kochen, was diese tun. Medea aber hat nicht vor, ihren Verjüngungszauber erneut wirken zu lassen, so dass Pelias auf diese Weise umkommt. Sein Sohn Akastos begräbt seinen Vater und vertreibt Medea und Iason. Diese fliehen nach Korinth, in das Reich des Königs Kreon. Sie leben dort glücklich zehn Jahre lang, bis sich Iason in die Tochter Kreons, Glauke, verliebt. König Kreon verlobt seine Tochter mit Iason und verstößt Medea, die sich daraufhin an den beiden rächt.

## Teilnehmerliste des Argonautenzuges
Für die Teilnahme an dem Zug nach Kolchis kann Iason die größten Helden seiner Zeit gewinnen, darunter die Väter vieler Trojakämpfer. Teilnehmerlisten enthalten die Pythischen Oden von Pindar, die Argonautika von Apollonios von Rhodos, die Argonautica des Valerius Flaccus, die Bibliotheke des Apollodor, die Fabulae des Hyginus und die Orphische Argonautika, die jedoch voneinander abweichen. Es werden bis zu sechzig variierende Namen angegeben, von denen 28 in den verschiedenen Listen miteinander übereinstimmen.
1. Admetos, Gemahl der Alkestis
2. Akastos
3. Aithalides
4. Aktor, Sohn des Hippasos
5. Amphiaraos einer der Sieben gegen Theben, Feldherr aus Argos
6. Amphidamas, Sohn des Aleos, Bruder des Kepheus
7. Amphion, Sohn des Hyperasios
8. Ankaios, Sohn des Lykurgos
9. Ankaios, Sohn des Poseidon und der Althaia, Nachfolger des Tiphys als Steuermann
10. Areios, Sohn des Bias
11. Argos, Sohn des Arestor (oder Polybos, Danaos, Hestor, Alektor) bzw. Argos (Sohn des Phrixos), der Erbauer des Schiffes „Argo“
12. Askalaphos, Sohn des Ares, Bruder des Ialmenos
13. Asklepios
14. Asterion (Sohn des Kometes)
15. Atalante, die windschnelle Läuferin
16. Augias
17. Autolykos, Dieb und Sohn des Hermes
18. Butes, schied, von den Sirenen verlockt, bei der Heimfahrt aus
19. Daskylos, schloss sich in Mysien den Argonauten an
20. Deukalion
21. Echion, Bruder des Eurytos
22. Eneios, Sohn des Kaineus
23. Erginos von Orchomenos
24. Eribotes, Sohn des Teleon, auf der Heimfahrt in Libyen getötet
25. Euphemos, ein Sohn von Poseidon und Europa, einer Okeanide
26. Euryalos
27. Eurydamas, Sohn des Ktimenos oder des Iros
28. Eurymedon, Sohn des Dionysos und der Ariadne
29. Eurytion
30. Eurytos, Sohn des Hermes und der Antianeira
31. Herakles, der Sohn des Zeus und der Alkmene, in Mysien zurückgelassen
32. Hippalkimos, Sohn des Pelops
33. Hylas, der Waffenträger des Herakles, in Mysien von Nymphen entführt
34. Ialmenos
35. Iason, der Führer des Zuges
36. Idas, der Sohn des Aphareus
37. Idmon, der Seher, bei den Mariandynern von einem Eber getötet
38. Iolaos, Sohn des Iphikles und Neffe des Herakles
39. Iphiklos, Sohn des Thestios
40. Iphiklos
41. Iphitos, Sohn des Eurytos
42. Iphitos, Sohn des Naubolos oder des Hippasos
43. Kaineus, Sohn des Koronos
44. Kalais, einer der Boreassöhne
45. Kanthos, auf der Heimfahrt in Libyen von einem Hirten getötet
46. Kastor, einer der Dioskuren
47. Kepheus, Bruder des Amphidamas
48. Klytios, Sohn des Eurytos von Öchalia, Bruder des Iphitos, von Aietes getötet
49. Koronos
50. Kytisoros
51. Laertes, Vater des Odysseus
52. Laokoon, Sohn des Porthaon
53. Leitos, Sohn des Alektor
54. Leodokos, Sohn des Bias, Bruder von Areios und Talaos
55. Lynkeus, der Lotse der Argo
56. Melas
57. Meleagros, Sohn des Oineus und der Althaia
58. Menoitios (Menötius), der Vater des Patroklos
59. Mopsos, der Wahrsager der Argonauten, auf der Heimfahrt in Afrika an einem Schlangenbiss gestorben
60. Nauplios, Sohn des Klytoneos
61. Neleus (Nileus, ein Krieger, der behauptet ein Abkömmling des Nils zu sein)
62. Nestor, Sohn des Neleus aus Pylos
63. Oileus
64. Orpheus, der Sänger
65. Palaimon
66. Peirithoos, Sohn des Ixion
67. Peleus, Vater des Achilleus
68. Peneleos
69. Periklymenos
70. Phaleros, Sohn des Alkon
71. Phanos, Sohn des Dionysos,
72. Philoktetes, der Bogenschütze
73. Phlias, Sohn des Dionysos und der Ariadne
74. Phokos, Sohn des Kaineus, Bruder des Priasos
75. Phrontis, jüngst geborener Sohn des Phrixos
76. Poias, Sohn des Thaumakos
77. Polydeukes (Pollux), einer der Dioskuren
78. Polyphemos, wird bei den Mysiern zurückgelassen
79. Priasos, Sohn des Kaineus, Bruder des Phokos
80. Staphylos, Sohn des Dionysos, Bruder des Phanos
81. Talaos
82. Telamon, der Vater des Ajax
83. Theseus, Sohn des Ägeus
84. Tiphys, der Steuermann, bei den Mariandynern an Krankheit gestorben
85. Zetes, einer der Boreassöhne

Anmerkungen:
- Laut Apollonios von Rhodos nahmen Theseus und Peirithoos nicht teil, weil sie gerade in der Unterwelt festgehalten wurden.
- Laut Apollonios von Rhodos durfte Atalante nicht teilnehmen, um Eifersuchtsprobleme unter der ansonsten rein männlichen Besatzung zu vermeiden.
- Nestor wird zwar von Valerius Flaccus als Teilnehmer genannt, aber laut Quintus von Smyrna (Posthomerica) wurde ihm die Teilnahme von Pelias verwehrt.
- In der Bibliotheke ist Argos, der Sohn des Phrixos, der Erbauer der Argo. In den anderen Überlieferungen sind er und der Erbauer jedoch verschiedene Personen.

## Künstlerische Bearbeitungen

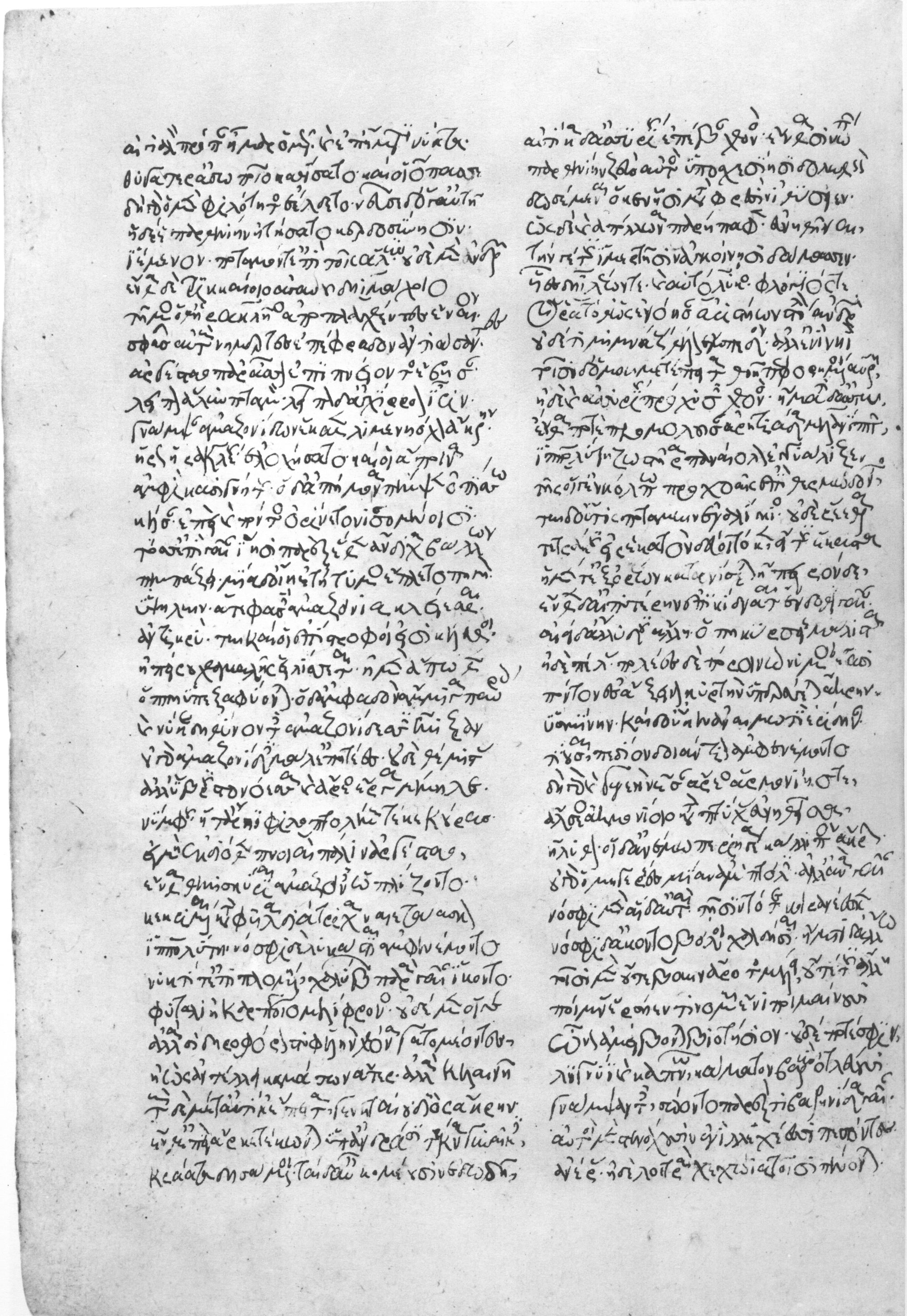
Apollonios von Rhodos, Argonautika in der 1280 geschriebenen Handschrift Florenz, Biblioteca Medicea Laurenziana, Plut. 32,16, fol. 207v

Die Argonautensage ist vielfach literarisch bearbeitet worden, sowohl als Epos als auch als Tragödie, z. B. von Eumelos, Peisandros, Äschylos, Sophokles u. a. Erhalten sind die griechischen Epen des Apollonios von Rhodos und des sogenannten Orpheus und das lateinische Heldengedicht des Valerius Flaccus. Eine ziemlich ausführliche Geschichte dieses Zugs gibt auch Pindar in der vierten pythischen Ode.
Auch Künstler machten den Argonautenzug zum Gegenstand ihrer Darstellungen, so Lykios in einem nicht näher bekannten plastischen Bildwerk. Im Anakeion, dem in Athen so bezeichneten Tempel der Dioskuren, stammte das Gemälde von der Rückkehr der Argonauten von Mikon. Auch ein von Quintus Hortensius Hortalus für 144.000 Sesterzen gekauftes Gemälde des Kydias behandelt die Argonautensage. Unter den noch vorhandenen Kunstwerken ist die Darstellung der Besiegung des Amykos durch Polydeukes auf der sogen. „Ficoronischen Ciste“ im Museo Nazionale Etrusco di Villa Giulia in Rom hervorzuheben. Auch auf Vasenbildern ist der Mythos mehrfach behandelt. Von neueren Darstellungen verdienen Erwähnung: der Argonautenzug von Asmus Carstens und der Szenen daraus enthaltende Fries von Ludwig Michael Schwanthaler in der Münchner Residenz.
Im Altertum:
- Euripides: Medea (431 v. Chr.)
- Apollonios von Rhodos: Argonautika (im 3. Jh. v. Chr.)
- Bibliotheke des Apollodor 1, 9, 16–28 (im 1. Jh. n. Chr.)
- Gaius Valerius Flaccus: Argonautica (im 1. Jh. n. Chr.)
- Ovid: Metamorphosen 6, 719–7, 397 (ca. 1–8 n. Chr.), Medea (um Christi Geburt, verloren)
- Seneca: Medea (im 1. Jh. n. Chr.)
- Orphische Argonautika (Spätantike)

Spätere Bearbeitungen:
- Franz Grillparzer: Das goldene Vlies. Dramatisches Gedicht in 3 Abteilungen (1. Der Gastfreund, 2. Die Argonauten, 3. Medea; 1819)
- Aspazija: Jaunie argonauti (Die neuen Argonauten, Gedicht, 1924)
- Robert Graves: The Golden Fleece. London: Cassell, 1944; als Hercules, My Shipmate. New York: Creative Age Press, 1945.
- Anna Seghers: Das Argonautenschiff (1949)
- Elisabeth Langgässer: Märkische Argonautenfahrt (Roman, 1950)
- Roger Lancelyn Green: Tales of the Greek Heroes : Retold From the Ancient Authors (1958)
- Heiner Müller: Verkommenes Ufer/Medeamaterial/Landschaft mit Argonauten (Theaterstück, 1982)
- Georg Katzer, Medea in Korinth, Oratorium nach einem Libretto von Christa Wolf
- Christa Wolf: Medea: Stimmen (freie Bearbeitung, 1998)
- Hanns Kneifel: Die Spur des Widders (1999)

Verfilmungen:
- Jason und der Kampf um das Goldene Vlies (TV-Monumentalfilm, USA 2000)
- Jason und die Argonauten (Fantasyfilm, USA/GB 1963)

Hörspiel:
- Katrin Zipse: Die Fahrt der Argonauten, vierteiliges Hörspiel, SWR, 2021. Nach der Argonautika von Apollonios von Rhodos.[9]

## Übersetzungen und Nacherzählungen
- Paul Dräger: Apollonios von Rhodos: Die Fahrt der Argonauten. Griechisch/Deutsch. Stuttgart 2002, ISBN 3-15-018231-X
- Paul Dräger: C. Valerius Flaccus: Argonautica/Die Sendung der Argonauten. lateinisch/deutsch, Lang, Frankfurt am Main 2003, ISBN 978-3-631-50799-5 (= Studien zur klassischen Philologie, Band 140)
- Die Argonauten (aus „Das Beste“, 1982) im Projekt Gutenberg-DE
- Die Argonauten des Apollonius (übertragen von Johann Jakob Bodmer, 1779, Digitalisat)
- Der Argonautenzug oder die Eroberung des goldenen Vließes (in dem Versmaße der Urschrift verdeutscht von Benedikt Willmann, 1832, Digitalisat)
- Apollonius des Rhodiers Argonautenfahrt (im Versmaß der Urschrift übersetzt von Christian Nathanael von Osiander, 1837, Digitalisat)
- Übertragungen in andere Sprachen bei Wikisource
- Gustav Schwab: Die Argonautensage. Österreichischer Schulbuchverlag, Wien 1924 (online in Sagen des klassischen Altertums, 1982) im Projekt Gutenberg-DE
- Stephan Hermlin: Die Argonauten. Mit Illustrationen von Fritz Cremer. Berlin: Deutscher Kinderbuchverlag, o. J. [1985]
- Hans Peter Duerr: Die Fahrt der Argonauten. Insel Verlag, Berlin 2011, ISBN 978-3-458-17469-1.
- Dimitris Michalopoulos: Les Argonautes. Dualpha, Paris 2013, ISBN 978-2-35374-251-6.

Sekundärliteratur
- James J. Clauss: The Best of the Argonauts: The Redefinition of the Epic Hero in Book One of Apollonius’ Argonautica. University of California Press, Berkeley 1993.

Titel inspiriert von Argonautensage
- Maggie Nelson: The Argonauts. Graywolf Press, Minneapolis (MN), 2015, Minneapolis, ISBN 	1555977073.